# Marcos Cortez
Marcos Cortez, mais conhecido como Pavão (Santos, 4 de janeiro de 1929 — Santos, 7 de maio de 2006), foi um futebolista brasileiro que atuou como zagueiro.

## Carreira

### Flamengo
Nascido no bairro do Marapé, em Santos, foi revelado em 1949 pela Portuguesa Santista, transferiu-se em 1951 para o Flamengo por 300 mil cruzeiros.
Sua estreia com a camisa rubro-negra aconteceu em 18 de março de 1951, na vitória por 4–2 sobre o São Paulo, pelo Torneio Rio-São Paulo daquele ano. Dois meses mais tarde, em 27 de maio, marcou seu primeiro gol pelo novo clube, num amistoso em Sundsvália, na Suécia, em que o Flamengo venceu o Sundvall por 2–1.
Em seus dois primeiros anos como jogador do Flamengo, a conquista mais expressiva foi o bicampeonato do Torneio Início do Rio de Janeiro, em 1951 e 1952. Nesse período, porém, começou a se formar (com jogadores como o goleiro García, Joel, Rubens, Índio, Biguá e Dequinha) a equipe que conquistaria o segundo tricampeonato carioca, nos anos de 1953, 1954 e 1955.
A consagração definitiva veio no terceiro jogo da final do Campeonato Carioca de Futebol de 1955, contra o América. Depois de vencer o primeiro jogo por 1–0 e ser goleado por 5–1 no segundo, o Flamengo precisava vencer por três gols de diferença para ser campeão. O placar era de 3–1 quando Pavão, de longe do gol, acertou um violento chute na trave. Evaristo de Macedo pegou o rebote e Dida completou, garantindo o título.
Pavão também ajudou o Flamengo a conquistar o bicampeonato do Torneio Internacional do Rio de Janeiro, derrotando Deportivo La Coruña e Fluminense no título de 1954 e os argentinos Racing e Independiente em 1955.
Permaneceu no clube até 1959, disputando 357 jogos e marcando cinco gols.

### Santos
Em 1959, voltou para sua cidade natal e passou a defender o Santos, contratado pela quantia de 800.000 cruzeiros antigos. Estreou com o pé direito, conquistando o título do Torneio Rio-São Paulo de 1959.
Na primeira excursão do Santos pela Europa, Pavão foi titular em 21 jogos, dos 22 disputados pelo time santista.
Com a camisa alvinegra, foi ainda bicampeão paulista, nos anos de 1960 e 1961, jogando ao lado de Zito e Pelé. Contudo, encerrou a carreira profissional antes de o clube obter as suas maiores conquistas internacionais.
No total, foram 70 jogos pelo Santos, com dois gols marcados.

### Seleção Brasileira
As conquistas pelo Flamengo renderam a Pavão a convocação para a Seleção Brasileira em 1955. Flávio Costa era o treinador da equipe que derrotou o Paraguai por 3–0 no Maracanã, pela Taça Oswaldo Cruz. Foi o único troféu que o zagueiro conquistou pela Seleção.
No ano seguinte, voltou a defender o Brasil em três amistosos na Europa. Primeiro, atuou na vitória por 1–0 sobre Portugal, em 8 de abril, no Estádio da Luz, entrando no lugar de De Sordi. Depois, foi titular na vitória por 1–0 sobre a Turquia, no dia 1 de maio, no Estádio Mithatpasa, em Istambul; e na derrota por 4–2 para a Inglaterra, dia 9 de maio, no Estádio de Wembley. 

## Títulos
Flamengo
- Torneio Início do Rio de Janeiro: 1951 e 1952
- Campeonato Carioca: 1953[11], 1954 e 1955
- Torneio Internacional do Rio de Janeiro: 1954 e 1955
- Troféu Sporting Club de Portugal[22]

Santos
- Torneio Rio-São Paulo: 1959
- Campeonato Paulista: 1960[15] e 1961

Seleção Brasileira
- Taça Oswaldo Cruz: 1955[17]

## Homenagens
Em 1955, quando o Flamengo era bicampeão carioca e buscava o tricampeonato, o cantor Roberto Silva gravou "Samba rubro-negro", de Wilson Batista e Jorge de Castro. A música, sucesso entre os torcedores do clube, diz que "O mais querido/Tem Rubens, Dequinha e Pavão/Eu já rezei pra São Jorge/Pro Mengo ser campeão". Nos anos 80, o cantor e compositor João Nogueira atualizou os versos para "O mais querido/Tem Zico, Adílio e Adão".
Outra homenagem musical recebida pelo zagueiro, já décadas depois de ter encerrado a carreira, aconteceu no carnaval de 1995, no desfile da escola de samba Estácio de Sá. O samba-enredo composto em homenagem ao centenário do Flamengo dizia "Vou ver Fla-Flu, Fla-Vas, vou ver Diamante Negro, Fio Maravilha, Domingos da Guia, Zizinho, Pavão" .

## Morte
Pavão morreu em 7 de maio de 2006, aos 77 anos, vítima de cirrose hepática, no Hospital Beneficência Portuguesa de Santos. Seu corpo foi enterrado no Cemitério da Filosofia.